# フンボルト海

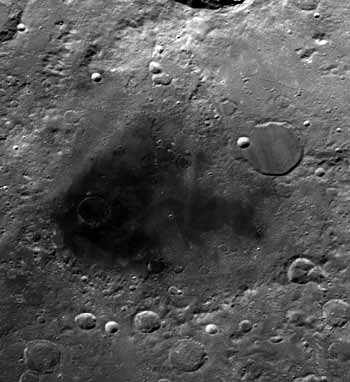
フンボルト海

フンボルト海（フンボルトかい）は、月の氷の海の東に位置する月の海の一つであり、月の表側にある。氷の海はネクタリス代に作られた盆地であり、後期インブリウム代の地層が表面を覆っている。南東の明るい灰色の地域は丘である。
アレクサンダー・フォン・フンボルトに因んで命名された。